# RFC Seraing (1922)
Royal Football Club Seraing w skrócie RFC Seraing – belgijski klub piłkarski, grający w drugiej lidze belgijskiej, mający siedzibę w mieście Seraing.

## Historia
Klub został założony w 1922 roku jako Sporting club Boussu-Bois. W 1985 roku połączył się z Football club Élougeois tworząc Royal Francs Borains Boussu-Élouges. Z kolei w 1985 roku klub przemianowano na Royal Francs Borains. Od 2008 roku do 2014 roku klub występował pod nazwą Royal Boussu Dour Borinage. W międzyczasie w sezonie 2008/2009 wywalczył historyczny awans do drugiej ligi belgijskiej. W sezonie 2014/2015 występował pod nazwą Seraing United, a od 2015 roku nosi obecną nazwę Royal Football Club Seraing nawiązującą do rozwiązanego w 1996 roku RFC Seraing. W sezonie 2015/2016 spadł do z drugiej do trzeciej ligi. W sezonie 2019/2020 wrócił do drugiej, a w sezonie 2020/2021 wywalczył awans do pierwszej ligi. 

## Stadion
Domowe mecze klub rozgrywa na stadionie o nazwie Stade du Pairay, położonym w mieście Seraing. Stadion może pomieścić 14526 widzów.

## Sukcesy
- IV liga:
  - mistrzostwo (2): 1985, 1999

## Skład na sezon 2021/2022
| Nr | Poz. | Piłkarz                                 |
| -- | ---- | --------------------------------------- |
| 1  | BR   | Timothy Galjé                           |
| 4  | OB   | Wagane Faye                             |
| 5  | PO   | Rayan Djedje (wypożyczony z Metz)       |
| 6  | PO   | Théo Pierrot                            |
| 8  | OB   | Gerald Kilota                           |
| 9  | NA   | Georges Mikautadze (wypożyczony z Metz) |
| 10 | NA   | Marius Mouandilmadji                    |
| 11 | NA   | Ali Sanogo                              |
| 12 | PO   | Antoine Bernier                         |
| 15 | PO   | Sami Lahssaini (wypożyczony z Metz)     |
| 17 | PO   | Mathieu Cachbach (wypożyczony z Metz)   |
| 18 | OB   | Morgan Poaty                            |
| 20 | OB   | Yahya Nadrani                           |
| 21 | OB   | Fabrice Sambu                           |

| Nr | Poz. | Piłkarz                                   |
| -- | ---- | ----------------------------------------- |
| 22 | BR   | Maxime Mignon                             |
| 24 | OB   | Benjamin Boulenger                        |
| 26 | OB   | Dario Del Fabro (wypożyczony z Juventusu) |
| 28 | OB   | Elias Spago                               |
| 29 | PO   | Bassim Boukteb                            |
| 30 | BR   | Guillaume Dietsch (wypożyczony z Metz)    |
| 36 | PO   | Ablie Jallow (wypożyczony z Metz)         |
| 37 | OB   | François D'Onofrio                        |
| 44 | PO   | Ibrahima Cissé                            |
| 51 | OB   | Robin Denuit                              |
| 52 | NA   | Noah Serwy                                |
| 61 | NA   | Zakaria Silini                            |
| 65 | NA   | Giacomo D'Asaro                           |
| 88 | PO   | Youssef Maziz (wypożyczony z Metz)        |

## Reprezentanci kraju grający w klubie
Stan na marzec 2022
| - Grégory Dufer - Gill Swerts - Danijel Milićević - Abdoul Moustapha Kaboré - Marius Mouandilmadji - Rodrigue Dikaba - Warsama Hassan Houssein - Anthony Mfa Mezui - Ablie Jallow - Daniel Opare - Georges Mikautadze | - Ibrahima Cissé - Mikael Dyrestam - Luciano Teixeira - Molla Wagué - Morgan Poaty - Hilaire Momi - Ibrahima Ba - Mouhamed Kané - Amadou Dia N'Diaye - Önder Turacı - Manuel Arteaga |